# تولید قهوه در کاستاریکا

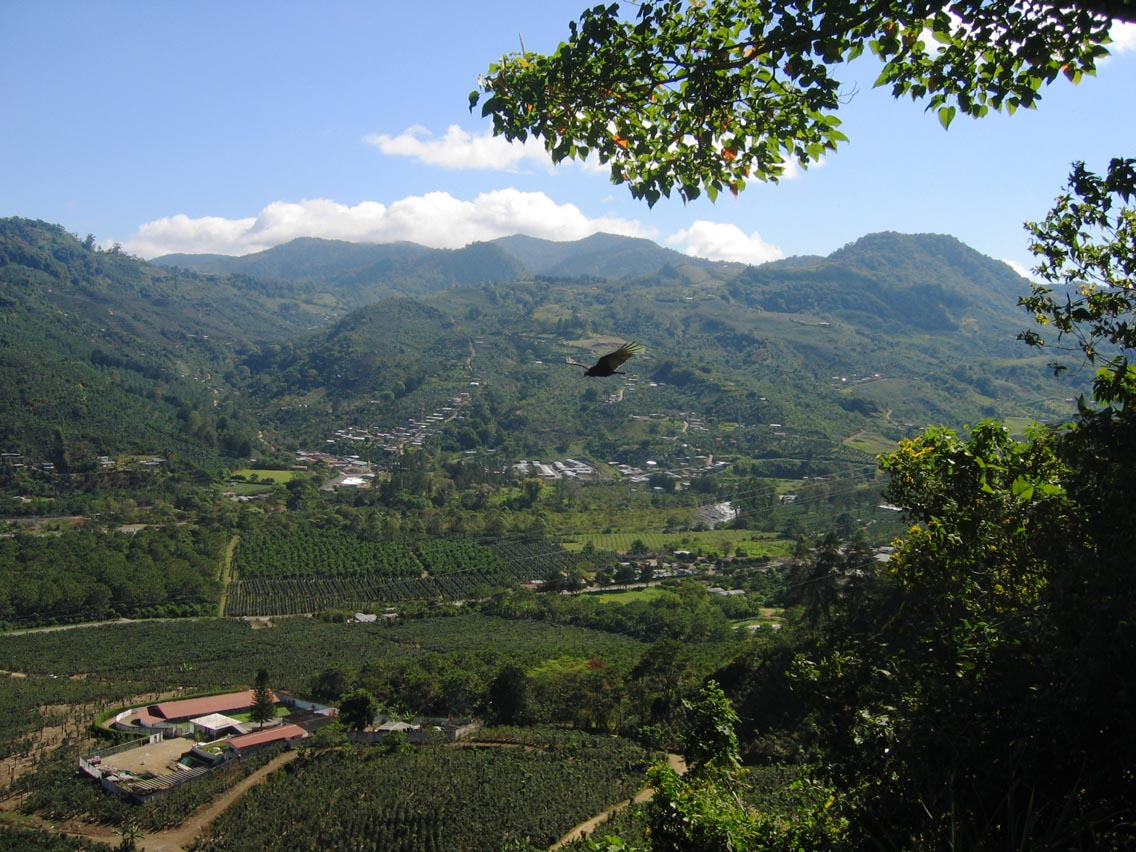
کاشت قهوه در کاستاریکا

تولید قهوه در تاریخ کاستاریکا نقش مهمی ایفا کرده و همچنان برای اقتصاد این کشور مهم است. در سال ۲۰۰۶ قهوه سومین محصول صادراتی کاستاریکا بود. پس از چندین دهه صادرات آن به نخستین محصول نیز ارتقا یافت. در سال ۱۹۹۷ بخش کشاورزی ۲۸ درصد از نیروی کار را استخدام کرد و ۲۰ درصد از کل تولید ناخالص ملی کاستاریکا را شامل می‌شد. تولید در سال ۱۹۸۸ از ۱۵۸۰۰۰ تن به ۱۶۸۰۰۰ تن در سال ۱۹۹۲ افزایش یافت. از بزرگترین مناطق کشت می‌توان به استان سان خوزه، استان آلاخوئلا، استان اردیا، استان پونتارناس و استان کارتاگو اشاره کرد. قهوه به کشورهای دیگر در جهان صادر می‌شود.

در حال حاضر کاستاریکا به عنوان یک کشور کوچک کمتر از ۱ درصد از تولید قهوه در جهان را تأمین می‌کند. در سال ۲۰۱۵ ارزش صادرات قهوه ۳۰۵٫۹ میلیون دلار بود. تولید قهوه در سال ۲۰۱۵ تا ۲۰۱۳ میلادی ۱۳٫۷ درصد افزایش یافته‌است، در سال ۲۰۱۶ و ۲۰۱۷ میلادی ۱۷٫۵ درصد کاهش یافته‌است، اما انتظار می‌رود در سال بعد ۱۵ درصد افزایش یابد.

## تاریخچه
تولید قهوه در کشور در سال ۱۷۷۹ در مسیتا مرکزی آغاز شد که دارای شرایط مناسب خاکی و آب و هوایی برای مزارع قهوه بود. . قهوه عربیکا برای اولین بار از طریق شبه‌جزیره عربستان و به طور مستقیم از کشور اتیوپی وارد اروپا شد. در قرن نوزدهم دولت کاستاریکا به شدت محصولات قهوه را تشویق کرد و این صنعت را به یک رژیم استعماری را از طریق سازماندهی تولید برای صادرات در مقیاس وسیع به طور اساسی تبدیل کرد. دولت برای هر کسی که خواهان برداشت و تلید بود، زمین‌های کشاورزی را برای کشاورزان عرضه کرد؛ بنابراین سیستم کشت قهوه در کشور در قرن نوزدهم به طور عمده در نتیجه سیاست دولت بود. به زودی قهوه به عنوان منبع اصلی درآمد پیش از تولید کاکائو، تنباکو و شکر در اوایل سال ۱۸۲۹ تبدیل شد.

## تولید
تولید قهوه در کشور کار ارزان و فصلی است: مهاجران نیکاراگوئه اغلب در این بخش کار می‌کنند. درآمدی که در کشور پرداخت می‌شود بسیار کم است، اغلب به اندازه ۱٫۵ دلار در هر سبد برداشت می‌شود، اما دستمزد آن کمتر از بسیاری از صنایع دیگر در بخش‌های اصلی کاستاریکا نیست.

## شهرت
دانه‌های قهوهٔ کاستاریکا در میان بهترین‌ها در جهان محسوب می‌شوند. به نظر می‌رسد که تارازو به عنوان یکی از محبوب‌ترین دانه‌های قهوه در کاستاریکا شناخته می‌شود. در سال ۲۰۱۲ قهوه تارازو گران‌ترین قهوه به فروش رفته در ۴۸ فروشگاه از استارباکس در ایالات متحده آمریکا بوده‌است.

## اثرات زیست‌محیطی

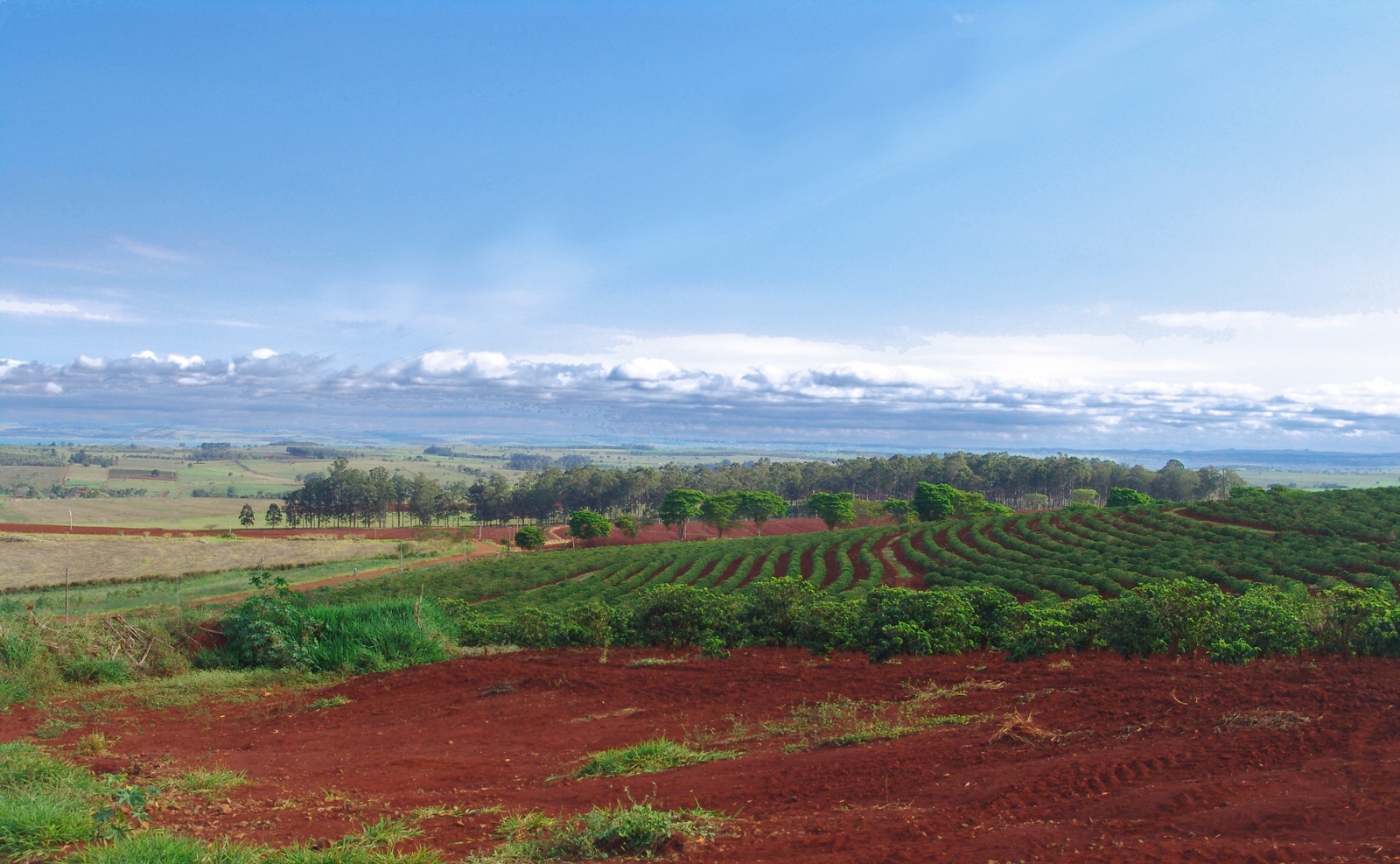
زیستگاه گیاهی کشت قهوه

اگرچه تولید قهوه در کاستاریکا منبع اصلی درآمد است اما بدون مشکلات زیست‌محیطی نیست. اثر اصلی بر محیط زیست، آلودگی رودها در طی فرایند جداسازی و خرد کردن دانه در واحدهای تولیدی است. پس از آنکه دانه از ساقه جدا می‌شوند، دانه در مخزن آب برای تخمیر قرار داده می‌شود تا ژل چسبنده‌ای که اطراف دانه را گرفته حذف شود. در پایان فرایند خشک کردن ساقه باقی مانده و آب شکر وجود دارد. در گذشته بسیاری از تولیدکنندگان قهوه ضایعات ساقه را به طور مستقیم به رودخانه‌ها می‌ریختند. به طور تقریبی ۵۷ درصد از دانه‌های قهوه حاوی آلودگی‌هایی است که حیات وحش رودخانه‌ها را نابود می‌کند و ممکن است به مردم آسیب برساند.